# Platymantis mamusiorum
Platymantis mamusiorum (Nakanai Wrinkled Bamboo Frog) là một loài ếch trong họ Ranidae. Chúng là loài đặc hữu của New Britain Island ở Papua New Guinea.